# Revelle College

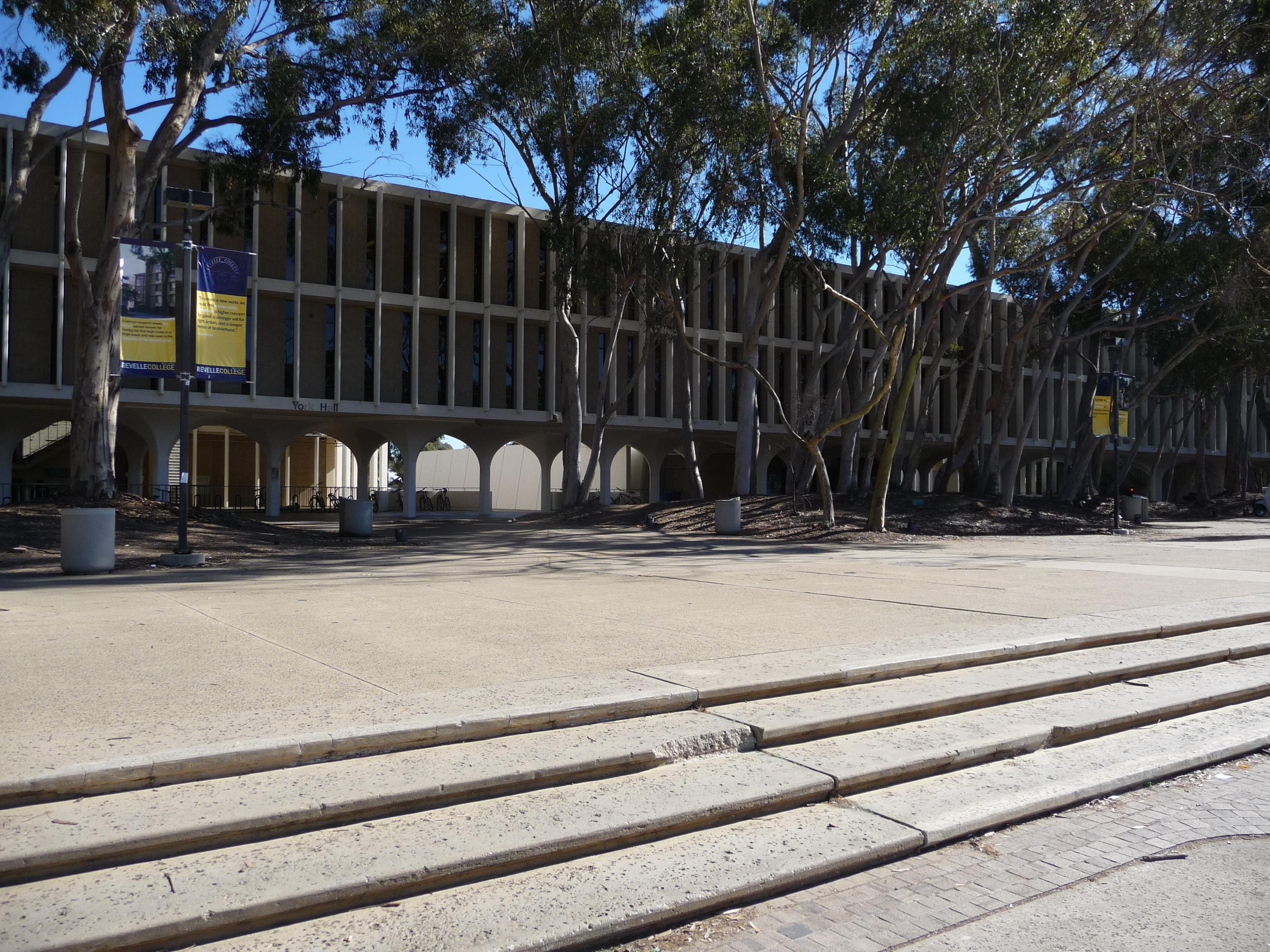
York Hall au Revelle College, UCSD.

Le Revelle College est le plus ancien des six collèges du premier cycle de l'Université de Californie à San Diego.
Fondé en 1964 sous le nom de First College, il mit l'accent, dans la tradition des universités d'arts libéraux classiques, sur une formation complète qui comprend l'étude des sciences humaines, le calcul, les sciences physiques, la biologie, les sciences sociales, l'art et les langues étrangères.
Au début de l'année 1965, le First College fut renommé en hommage au fondateur de l'Université de Californie à San Diego, le scientifique et océanographe Roger Revelle.
À partir de la rentrée scolaire de 1965, le campus, développé autour d'une place centrale, était achevé et regroupait salles de classe et de recherche, bibliothèques, restaurants, et résidences universitaires.